# Panafrikanisme

Panafrikaanse vlag

Panafrikanisme is een wereldwijde beweging die streeft naar het aanmoedigen en versterken van banden van solidariteit tussen alle inheemse volkeren en diaspora's van Afrikaanse afkomst. Gebaseerd op een gemeenschappelijk doel dat teruggaat tot de Atlantische slavenhandel, strekt de beweging zich uit tot voorbij continentale Afrikanen met een substantiële steunbasis onder de Afrikaanse diaspora in Amerika en Europa.
Panafrikanisme kan worden gezegd zijn oorsprong te hebben in de strijd van het Afrikaanse volk tegen slavernij en kolonisatie en deze strijd kan worden herleid tot het eerste verzet op slavenschepen - opstanden en zelfmoorden - via de constante plantage- en koloniale opstanden en de "Back to Africa"-bewegingen van de 19e eeuw. Gebaseerd op het geloof dat eenheid van vitaal belang is voor economische, sociale en politieke vooruitgang, streeft het ernaar om mensen van Afrikaanse afkomst te "verenigen en te verheffen".
In de kern is panafrikanisme een geloof dat "Afrikaanse mensen, zowel op het continent als in de diaspora, niet alleen een gemeenschappelijke geschiedenis delen, maar ook een gemeenschappelijk lot." Panafrikanistische intellectuele, culturele en politieke bewegingen zien alle Afrikanen en afstammelingen van Afrikanen als behorend tot één enkel "ras" of anderszins delend in culturele eenheid. Panafrikanisme veronderstelt een gevoel van een gedeeld historisch lot voor Afrikanen in Amerika, West-Indië en op het continent zelf, dat zich concentreert op de Atlantische slavenhandel, Afrikaanse slavernij en Europees imperialisme.
Pan-Afrikaanse gedachtegoed beïnvloedde de oprichting van de Organisatie voor Afrikaanse Eenheid (OAE) (sindsdien opgevolgd door de Afrikaanse Unie) in 1963. De Commissie van de Afrikaanse Unie heeft haar zetel in Addis Abeba en het Pan-Afrikaanse Parlement heeft zijn zetel in Midrand, Johannesburg.

## Overzicht
Panafrikanisme benadrukt de noodzaak van "collectieve zelfredzaamheid". Panafrikanisme bestaat als een overheids- en grassroots doelstelling. Tot de voorstanders van pan-Afrika behoren leiders als Toussaint Louverture, Jean-Jacques Dessalines, Henri Christophe, François Duvalier, Aimé Césaire, Haile Selassie, Jomo Kenyatta, Edward Wilmot Blyden, Nnamdi Azikiwe, Patrice Lumumba, Julius Nyerere, Robert Sobukwe, Ahmed Sékou Touré, Kwame Nkrumah, koning Sobhuza II, Robert Mugabe, Thomas Sankara, Kwame Ture, Dr. John Pombe Magufuli, Muammar Gaddafi, Walter Rodney, Yoweri Kaguta Museveni, grassroots-organisatoren als Joseph Robert Love, Marcus Garvey en Malcolm X, academici als W. E. B. Du Bois, Anténor Firmin en anderen in de diaspora. Pan-Afrikanisten geloven dat solidariteit het continent in staat zal stellen zijn potentieel te benutten om onafhankelijk voor al haar mensen te zorgen. Van cruciaal belang is dat een alliantie van alle Afrikaanse landen de Afrikaanse bevolking wereldwijd sterker zou maken.
De verwezenlijking van het pan-Afrikaanse doel zou leiden tot ‘machtsconsolidatie in Afrika’, wat ‘een herverdeling van mondiale hulpbronnen zou afdwingen, en ook een fellere psychologische energie en politieke assertiviteit zou ontketenen … die de sociale en politieke (machts)structuren in Amerika zou ontwrichten’.
Voorstanders van panafrikanisme, oftewel 'panafrikanen' of 'panafrikanisten', zijn vaak voorstanders van socialistische principes en zijn vaak tegen externe politieke en economische betrokkenheid op het continent. Critici beschuldigen de ideologie ervan de ervaring van mensen van Afrikaanse afkomst te homogeniseren. Ze wijzen ook op de moeilijkheden om de huidige verdeeldheid binnen landen op het continent en binnen gemeenschappen in de diaspora te verzoenen.

## Geschiedenis
Tijdens het koloniale bewind slaagden overal kleine groepen Afrikanen erin zich binnen de oppressieve cultuur van het kolonialisme op te werken en maatschappelijke status te verwerven. Door de koloniale mogendheden werd dit beschouwd als het slagen van hun missie om 'de beschaving te verspreiden' en deze mensen werden met verschillende namen aangeduid zoals 'assimilados' in de Portugese koloniën, 'assimilés' in de Franse koloniën en 'evolués' in Belgisch-Congo. Een kleine groep hiervan ging studeren aan universiteiten in Europa en Amerika waar ze elkaar ontmoetten en kennis maakten met elkaars landen en culturen. Het viel de eerste pan-Afrikanisten op hoezeer de problematiek rondom het koloniale bewind in alle delen van het continent gelijk was en er werd een manifest opgesteld voor 'algehele onafhankelijkheid'.
Panafrikanisme begon echter als een filosofie van Afro-Amerikanen en West-Indiërs, die te maken bleven krijgen met racisme en onderdrukking in hun eigen landen. Daaronder zijn invloedrijke denkers als Edward Wilmot Blyden, W.E.B. Du Bois (organisator van het eerste Pan-Afrikaans congres in 1919), Marcus Garvey, Booker T. Washington en George Padmore, die zich reeds vanaf de negentiende eeuw bezighielden met de emancipatie van het zwarte ras en de onafhankelijkheidsstrijd van de Afrikaanse koloniën. Toen uit Afrika zelf afkomstige studenten zich bij hen aansloten werd de beweging sterker maar werd hij van buitenaf nog steeds geridiculiseerd. De belangrijkste pan-Afrikanisten met deze achtergrond waren Kwame Nkrumah, Léopold Senghor, Jomo Kenyatta en Hastings Banda, die later president werden in respectievelijk Ghana, Senegal, Kenia en Malawi. Ook Patrice Lumumba uit Congo-Kinshasa en Amílcar Cabral uit Kaapverdië waren invloedrijke pan-Afrikanisten. Ook in de tweede helft van de twintigste eeuw bleven echter intellectuelen van buiten Afrika invloedrijk in de beweging. Hier zien we namen als Aimé Césaire, Frantz Fanon, beiden uit het Caribisch gebied en Basil Davidson uit Engeland.
Nadat veel Afrikanen mee hadden gevochten voor de vrijheid in het leger van hun koloniale overheersers tijdens de Tweede Wereldoorlog begon het panafrikanisme ook onder gewone Afrikanen terrein te winnen, omdat men zich realiseerde dat men op deze manier ook kon vechten voor de eigen onafhankelijkheid. Ook waren de machtsverhoudingen in de wereld nu zodanig verschoven dat dekolonisatie gerealiseerd kon worden. De meeste pan-Afrikanisten richtten zich nu eerst op nationale onafhankelijkheid, waarna de volgende stap werd om gezamenlijk de westerse grootmachten te weerstaan.
Het eerste onafhankelijke land in Afrika werd Ghana in 1956 met Nkwame Nkrumah als president. Nkrumah wilde het panafrikanisme verder uitbouwen en hij wilde een inspiratiebron zijn voor vrijheidsstrijders elders op het continent. Hij verviel echter tot grootheidswaanzin en werd enkele jaren later weer verstoten.
In recente jaren is een meer pragmatische vorm van panafrikanisme nieuw leven ingeblazen door Thabo Mbeki, de president van Zuid-Afrika, Olusegun Obasanjo, de president van Nigeria, en Abdoulaye Wade, de president van Senegal, met hun New Economic Partnership for African Development (NEPAD) en door het oprichten van de Afrikaanse Unie (AU). Deze programma's richten zich vooral op economische en politieke samenwerking en zijn geïnspireerd op de Europese Unie (EU).

## Mislukte fusies
- Verenigde Staten van Latijns-Afrika: Angola, Burundi, Centraal-Afrikaanse Republiek, Congo-Brazzaville, Congo-Kinshasa, Equatoriaal-Guinea, Gabon, Kameroen, Rwanda en Tsjaad (1957)
- Sahel-Benin Unie: Burkina Faso, Benin, Niger en Ivoorkust (1959)
- Mali-federatie: Mali en Senegal (1959-1960)
- Unie van Afrikaanse Staten: Ghana, Guinee-Conakry en Mali (1961-1962)
- Senegambia: Gambia en Senegal (1982-1989)
- Oost-Afrikaanse Federatie: Burundi, Kenia, Rwanda, Tanzania en Oeganda (2013)
- Alliantie van de Sahel Staten: Burkina Faso, Mali en Niger (2023)

## Geslaagde fusies
- Somalië: Staat Somaliland en Trustschap Somalië (1960)
- Tanzania: Tanganyika en Volksrepubliek Zanzibar en Pemba (1964)

## Militaire annexatie
- Republiek Maryland: door Liberia (1857)

## Intergouvernementele organisaties
- Afrikaanse Unie (1963)
- CEMAC (1999)
- ECOWAS (1975)
- IGAD 1996)
- Oost-Afrikaanse Gemeenschap (1967)
- SADC (1980)
- UEMOA (1994)

## Muntunies

Huidige en voorgestelde muntunies in Afrika.

- Centraal-Afrikaanse CFA-frank in Centraal-Afrikaanse Republiek, Congo-Brazzaville, Equatoriaal-Guinea, Gabon, Kameroen en Tsjaad
- West-Afrikaanse CFA-frank in Benin, Burkina Faso, Guinee-Bissau, Ivoorkust, Mali, Niger, Senegal en Togo
- Zuid-Afrikaanse rand in Zuid-Afrika, Leshoto, Swaziland en Namibië

## Invloedrijke pan-Afrikanisten
- Edward Wilmot Blyden (Liberia)
- W.E.B. Du Bois (Verenigde Staten)
- Marcus Garvey (Jamaica)
- Booker T. Washington (Verenigde Staten)
- George Padmore (Trinidad)
- Kwame Nkrumah (Ghana)
- Ahmed Sékou Touré (Guinee-Conakry)
- Léopold Senghor (Senegal)
- Jomo Kenyatta (Kenia)
- Hastings Banda (Malawi)
- Patrice Lumumba (Congo-Kinshasa)
- Amílcar Cabral (Kaapverdië)
- Aimé Césaire (Martinique)
- Frantz Fanon (Martinique)
- Basil Davidson (Verenigd Koninkrijk)